# 罗马涅 (伊勒-维莱讷省)
罗马涅（法語：Romagné，法語發音：[ʁɔmaɲe]）是法国伊勒-维莱讷省的一个市镇，位于该省东北部，属于富热尔-维特雷区。

## 地理
罗马涅（48°20'32"N, 1°16'38"W）面积26.93 平方千米，位于法国布列塔尼大區伊勒-维莱讷省，该省份为法国西北部沿海省份，位于布列塔尼半岛东部，北濒大西洋，西接阿摩尔滨海省和莫尔比昂省，南至大西洋卢瓦尔省，西南端接曼恩-卢瓦尔省，东临马耶讷省，东北与芒什省接壤。
与罗马涅接壤的市镇（或旧市镇、城区）包括：比耶、拉沙佩勒圣欧贝尔、雅沃内、莱库斯、圣日耳曼昂科格勒、圣索沃尔德朗德。

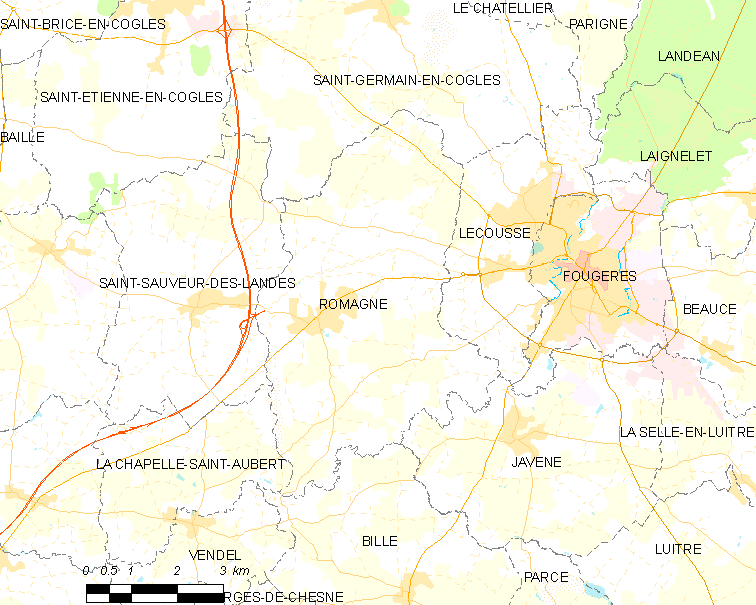
的OSM定位图

罗马涅的时区为UTC+01:00、UTC+02:00（夏令时）。

## 行政
罗马涅的邮政编码为35133，INSEE市镇编码为35243。

## 政治
罗马涅所属的省级选区为富热尔第一县。

## 人口

1962-2008年间人口变化图示

罗马涅于2022年1月1日时的人口数量为2434人。